# Chevel Javne (Regionalverband)
Chevel Javne  (hebräisch מוֹעָצָה אֲזוֹרִית חֶבֶל יַבְנֶה Mōʿatzah Asōrīt Chevel Javneh, deutsch ‚Regioneler Rat Landstrich/Bezirk Javneh‘) ist ein Regionalverband im Zentralbezirk Israels, Unterbezirk Rechovot. Zu ihm gehören ein Kibbuz, vier Moschavim und zwei religiöse Jugenddörfer. Die Einwohnerzahl beträgt 6.890 (Stand: Januar 2022). 2014 lebten 6.400 Einwohner im 35 km² großen Gebiet.

## Gliederung
- Beit Gamliʾel (בֵּית גַּמְלִיאֵל; Moschav, 1949 gegründet)
- Ben Sakkaʾi (בֶּן זַכַּאי; Moschav, 1950 gegründet)
- Bnei Darom (בְּנֵי דָּרוֹם; Moschav, 1949 gegründet)
- Givʿat Washington (גִבְעַת וָשִינְגְטוֹן; religiöses Jugenddorf, 1946 gegründet)
- Jeschivat Kerem be-Javne (יְשִׁיבַת כֶּרֶם בְְּיַבְנֶה; religiöses Jugenddorf, 1954 gegründet)
- Nir Gallim (נִיר גַּלִּים; Moschav, 1949 gegründet)
- Qvutzat Javne (קְבוּצַת יַבְנֶה; Kibbuz, 1941 gegründet)

## Bevölkerungsentwicklung
| Jahr der Volkszählung | 1961  | 1972  | 1983  | 1995  | 2006  | 2008  | 2009  | 2010  | 2011  | 2012  | 2013  | 2014  |
| Anzahl der Einwohner  | 2.300 | 3.800 | 3.200 | 3.700 | 4.700 | 5.300 | 5.600 | 5.700 | 5.700 | 6.200 | 6.300 | 6.400 |